# Google Labs
Ne doit pas être confondu avec Google X Lab
Google Labs est un site incubateur créé par Google pour tester et exposer publiquement leurs nouveaux projets.
Une première version était disponible entre 2002 jusqu'en juillet 2011. Il s'agissait alors de référencer toutes les applications et outils de Google qui étaient à l'état de projets, prototypes ou encore applications en phase de test. Certaines de ces applications étaient amenées ensuite à faire officiellement partie des logiciels Google, tel que Gmail. L'accès au site a été fermé le 13 juillet 2011 avant d'être rouvert en mai 2023 lors du Google I/O,.

Ancien logo.
Logo utilisé jusqu'en 2011.
Logo depuis 2023

## Outils disponibles
- Google Suggest, la suggestion de mots clés à mesure que l'on entre sa recherche
- Google Mobile, le moteur de recherche à partir des téléphones portables
- Google Sets, un générateur automatique d'ensemble d'éléments à partir de quelques exemples.
- Google Experimental : essaye d'autres types de présentations des résultats de Google comme :
  - Une frise chronologique (Exemple de recherche sur les Beatles)
  - Un lien vers Google Maps
- Google Recherche de Code : était un outil de recherche de code source public
- [« http://similar-images.googlelabs.com/ »(Archive.org • Wikiwix • Archive.is • Google • Que faire ?) Similar Images]